# محمد اخصاصی موقت

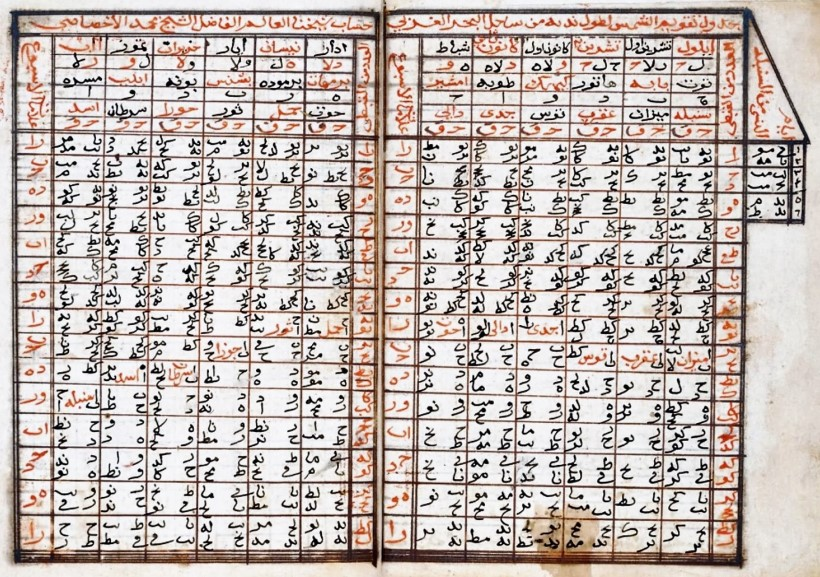
جدول عربی موقعیت ستارگان اثر محمد اَخصاصی مُوَقِّت به تاریخ ۱۶۵۰

محمد اَخصاصی مُوَقِّت از ستاره‌شناسان اهل مصر بود. او در حدود ۱۶۵۰ میلادی در قاهره، تقویم و فهرستی از ستارگان به نام «الدرة المضية في الأعمال الشمسية» (دُرّ درخشان در کردارهای خورشیدی) نوشت.
محمد اخصاصی از بزرگان مسجد جامع دانشگاه الازهر قاهره و مسئول تنظیم اوقات و ساعات این مسجد بود. لقب مُوَقِّت (زمان‌گر) در نام او به این امر اشاره دارد. الاخصاصی در نام او نیز به روستایی در فیوم در جنوب غربی قاهره اشاره دارد.
تا سال ۱۸۹۵ هیچ نسخه‌ای از کتاب او برای اخترشناسان غربی یا مورخان علم شناخته شده نبود، به این خاطر نام او در کتاب‌شناسی استاندارد فرانسوی و انگلیسی و فهرست کتابخانه‌های قرن نوزدهم دیده نمی‌شود.